# O Roubo do Cão
O Roubo do Cão é futuro filme brasileiro de comédia familiar, dirigido por Bruno Garotti e com roteiro de Juan Jullian e Amanda Jordão, com colaboração de Leonardo Lanna. Produzido por pelos Estúdios Globo, o longa tem lançamento previsto para o Globoplay em parceria com a TV Globo.
Estrelado por Dandara Arcebispo, Fabiula Nascimento, Luisa Perissé e Dhonata Augusto, o filme aposta no humor e na ternura de uma amizade entre uma menina e sua cadela resgatada — cuja fama repentina nas redes sociais gera uma confusão inesperada.

## Sinopse
Luciana (Dandara Arcebispo) é uma garota solitária que encontra alegria ao resgatar uma chihuahua abandonada nas ruas. Apaixonada por música, ela dá à cadelinha o nome de Rita Lee, sua cantora favorita. A conexão entre as duas logo vira um fenômeno online, com vídeos e fotos que viralizam.
Mas a popularidade da pequena Rita Lee desperta a inveja de Cristal (Júlia Taubman), filha mimada de Aurora (Fabiula Nascimento), uma empresária impaciente. Disposta a satisfazer os caprichos da menina, Aurora recorre a Francine (Luisa Perissé) e Vinícius (Dhonata Augusto), um casal em dívida com ela, e os obriga a sequestrar a cachorrinha o que desencadeia uma série de trapalhadas e reviravoltas.

## Elenco
- Dandara Arcebispo como Luciana
- Fabiula Nascimento como Aurora
- Luisa Perissé como Francine
- Dhonata Augusto como Vinícius
- Júlia Taubman como Cristal
- Caique Ivo
- David Junior
- Luellem de Castro
- Louise Cardoso
- Heslaine Vieira
- Gabriel Chadan